# Nymphalis cassabiensis
Nymphalis cassabiensis är en fjärilsart som beskrevs av Heinrich 1910. Nymphalis cassabiensis ingår i släktet Nymphalis och familjen praktfjärilar. Inga underarter finns listade i Catalogue of Life.